# Todd Mission
Todd Mission è un centro abitato degli Stati Uniti d'America situato nella contea di Grimes dello Stato del Texas.
La popolazione era di 107 persone al censimento del 2010.

## Geografia fisica
Todd Mission è situata a 30°15′40″N 95°49′41″W (30.260997, -95.828048), sulla Farm Road 1774, sette miglia a sud di Plantersville, nell'angolo estremo sud-est della contea.
Secondo lo United States Census Bureau, ha un'area totale di 2,1 miglia quadrate (5,4 km²), di cui lo 0,47% d'acqua.

## Società

### Evoluzione demografica
Secondo il censimento del 2000, c'erano 146 persone, 56 nuclei familiari e 33 famiglie residenti nella città. La densità di popolazione era di 69,7 persone per miglio quadrato (26,8/km²). C'erano 75 unità abitative a una densità media di 35,8 per miglio quadrato (13,8/km²). La composizione etnica della città era formata dall'80,82% di bianchi, il 3,42% di afroamericani, il 15,75% di altre razze. Ispanici o latinos di qualunque razza erano il 18,49% della popolazione.
C'erano 56 nuclei familiari di cui il 30,4% aveva figli di età inferiore ai 18 anni, il 44,6% aveva coppie sposate conviventi, il 5,4% aveva un capofamiglia femmina senza marito, e il 39,3% erano non-famiglie. Il 25,0% di tutti i nuclei familiari erano individuali e il 5,4% aveva componenti con un'età di 65 anni o più che vivevano da soli. Il numero di componenti medio di un nucleo familiare era di 2,61 e quello di una famiglia era di 3,21.
La popolazione era composta dal 23,3% di persone sotto i 18 anni, l'8,9% di persone dai 18 ai 24 anni, il 38,4% di persone dai 25 ai 44 anni, il 23,3% di persone dai 45 ai 64 anni, e il 6,2% di persone di 65 anni o più. L'età media era di 34 anni. Per ogni 100 femmine c'erano 124,6 maschi. Per ogni 100 femmine dai 18 anni in giù, c'erano 128,6 maschi.
Il reddito medio di un nucleo familiare era di 40.313 dollari, e quello di una famiglia era di 40.750 dollari. I maschi avevano un reddito medio di 24.583 dollari contro i 21.458 dollari delle femmine. Il reddito pro capite era di 16.309 dollari. C'erano il 6,5% delle famiglie e il 10,4% della popolazione che vivevano sotto la soglia di povertà, incluso il 18,2% di persone sotto i 18 anni e il 33,3% di persone sopra i 64 anni.